# Guilem Rodrigues da Silva

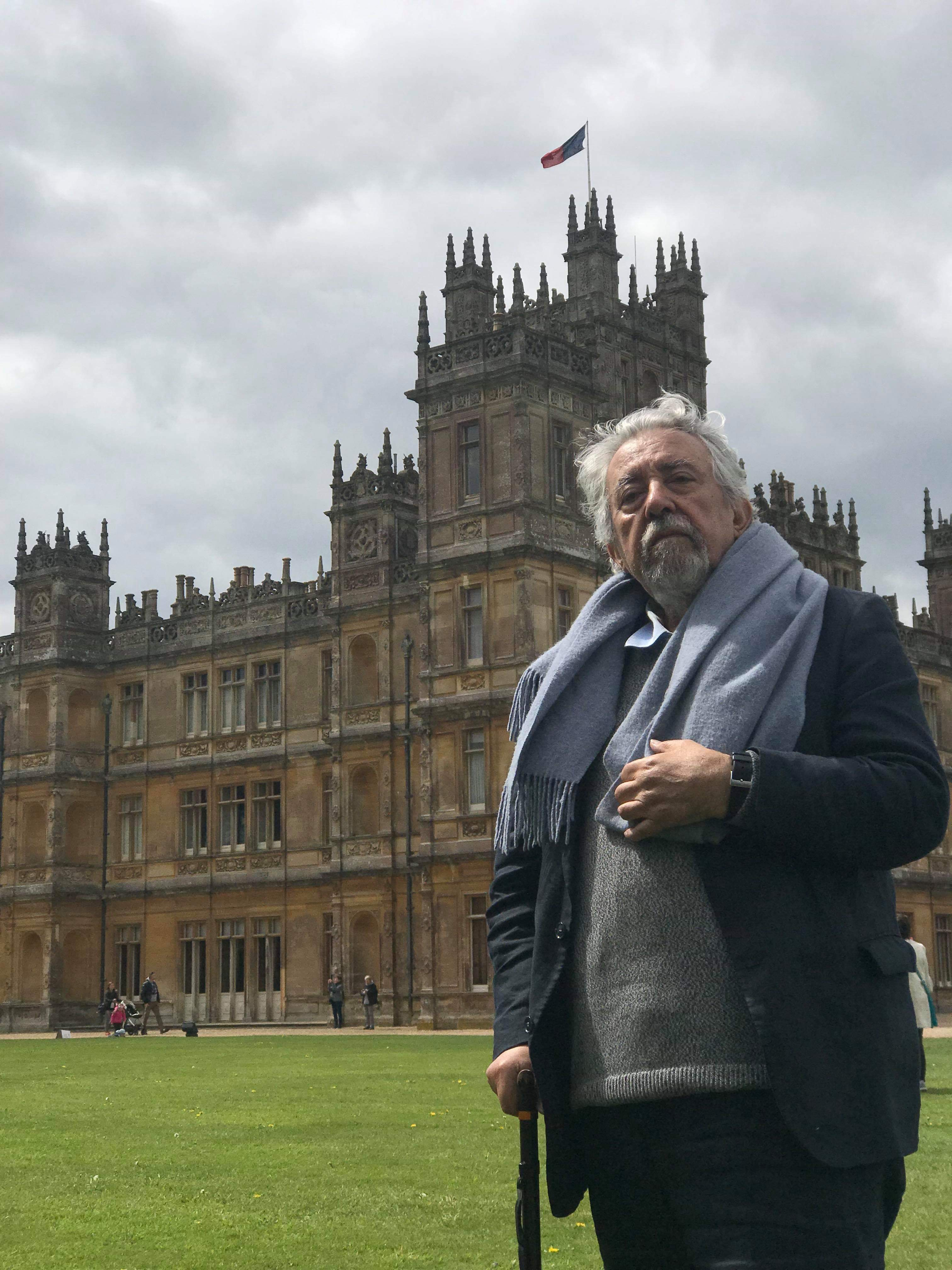
Guilem Rodrigues da Silva vid besök på Highclere Castle 5 maj 2019

Guilem Rodrigues da Silva, född 1938 i Rio Grande i delstaten Rio Grande do Sul i södra Brasilien, är en brasiliansk författare bosatt i Sverige sedan 1966.

## Biografi
1957 började Rodrigues sin karriär i brasilianska marinen. Karriären fick dock ett abrupt slut då han 1964 blev fängslad för att ha vägrat delta i statskuppen mot den folkvalda presidenten João Goulart. Efter en dramatisk flykt sökte han politisk asyl i grannlandet Uruguay. 1966 kom han till Sverige och blev den förste politiske flyktingen från Latinamerika i landet. Mitt i studentrevolten 1968 läste han på Lunds universitet för att sedan avsluta sina studier på Stockholms universitet.
1976 publicerade Bo Cavefors Förlag Guilems första diktsamling på svenska, Jag söker gryningen. Sedan dess har han publicerat ett flertal diktsamlingar i Sverige och i andra länder.
År 1979 utropades politisk amnesti i Brasilien. Guilem fick då sitt första brasilianska pass och tillstånd att återvända till sitt hemland. I samband med den nyvunna friheten fick han även tillbaka sin officers fullmakt i brasilianska marinen. 

## Utmärkelser
I februari 2010 fick Rodrigues i sin hemstad Rio Grande en hög utmärkelse och blev kommendör av orden Silva Paes. Utmärkelsen delades ut av stadens borgmästare tillika ordens stormästare i staden. Vid utdelningen deltog civila, militära och religiösa myndigheter.
Den 5 juli 2010 tog han emot en medalj från Académie des Arts Sciences et Lettres de Paris och litteraturpriset Grand Prix International Solenzara de Poesi för sin bok Nostalgie et une chanson désespérée, som publicerades år 2009.

## Litterär produktion
Guilem Rodrigues da Silvas dikter har publicerats i bokform på holländska, franska, bulgariska, tyska, portugisiska och svenska. Hans poesi har översatts och publicerats i åtskilliga antologier på flertal språk. Han har även översatt lyrik, filmer, sånger och pjäser till och från svenska. Några av hans dikter har blivit tonsatta av kompositören Georg Riedel, bland annat dikten Juans död från boken "Innan natten kommer".